# オホーツク新聞 (紋別市)
オホーツク新聞（オホーツクしんぶん）は、かつて有限会社オホーツク新聞社が北海道紋別市で発行していた地方新聞。日本新聞協会には非加盟。2009年（平成21年）3月に廃刊した。1993年（平成5年）に廃刊した北見市のオホーツク新聞とは関係ない。

## 概要
紋別印刷所（のち紋別印刷有限会社）の山中昭七が1958年（昭和33年）2月23日、週刊の『週刊紋別』として創刊。同年8月、『紋別新聞』に改題し週2回発行に移行。1959年（昭和34年）に隔日刊、1969年（昭和44年）から日刊発行（月曜休刊）となった。
B3判4ページで購読料1か月1,650円、公称部数は3,200部。宅配エリアは紋別市内の紋別・渚滑市街地および上渚滑市街地のみでそれ以外の地域は郵送。専売店はなかった。1990年代半ばから数年間、札幌市内に「札幌支局」を設けていたが、新聞事業とは無関係で記者および営業担当者の配置はなかった。
参加していた地域起こしの異業種交流団体「産業クラスター研究会西オホーツク」の事業の一環として同社が2000年（平成12年）から不定期刊行したミニ新聞『オホーツク新聞』の題号を2003年（平成15年）に商標登録し、同年11月、本紙の題号を『オホーツク新聞』に変更。会社商号も紋別印刷有限会社から「有限会社オホーツク新聞社」に変更した。

### 関連会社「ネットバズ」社
題号・商号変更後のオホーツク新聞社は廃刊までの約5年間にわたり、「新聞や自社のインターネットサイトを用いた地域情報発信」を提案内容として国をはじめとするさまざまな補助金などを受け続け、2006年には補助対象の事業を行うための関連会社「ジーネット株式会社」を本社内に設立。「ジーネット」社は2007年、「株式会社ネットバズ」に商号変更し本社を札幌市に移転した。

### 補助金によるサイト立ち上げと休刊表明・解雇
オホーツク新聞社は2008年、競輪事業補助金による東京の財団法人の補助を受け、「ネットバズ」と名付けた市民参加型地域情報発信サイトの開設・運営プロジェクトを行ったが、翌2009年3月16日、社長の山中雅一は補助事業の終了と同時に突如、「主力事業の一般印刷の売上が急減し経営に行き詰まった」として新聞の休刊を表明した。同月31日付で事実上廃刊し、12人の従業員のうち親族以外全員を解雇した。

### 「東方通信社」名義の「オホーツク新聞」サイト
しかし廃刊が明らかになる直前の同年3月6日、同社の取引先だった東京都千代田区の出版・コンサルタント会社と同一商号の「株式会社東方通信社」が、オホーツク新聞社本社内を事務所所在地としてひそかに設立され、山中社長が役員に就任していた。
そしてオホーツク新聞社が休刊と従業員解雇を行った翌月、前年に競輪事業補助金で立ち上げた地域情報発信サイトをベースに予告なく「東方通信社」名義の「オホーツク新聞」サイトが別ドメインで開設され、新会社の存在が初めて明らかになった。
「東方通信社」名義のサイトは「ネットバズ」社が管理する形で運営されたが、「東方通信社」は新聞を刊行しないままわずか数か月でサイト更新がほぼ停止し、地域情報発信サイト自体もまもなく放置状態となった。「ネットバズ」社は2014年4月に破産し、「東方通信社」および「ネットバズ」社の事業実態や、獲得した補助金の実際の使途・目的は不明である。

## 現在のオホーツク新聞社
有限会社オホーツク新聞社および株式会社東方通信社は廃刊後も清算・解散されないまま放置されている。法人登記はともに閉鎖されておらず、休眠会社状態となっている。しかしオホーツク新聞社が商標権を持っていた「オホーツク新聞」の商標登録は2013年に失効している。
オホーツク新聞社本社所在地（紋別市幸町4丁目2番6号）には山中社長が理事長を務める「オホーツク産業開発協同組合」がおかれ、2007年には経済産業省の「中小企業地域資源活用プログラム」の補助金を獲得。また「組合等情報ネットワークシステム等開発事業」として全国中小企業団体中央会を経由して交付される経済産業省の特定補助金も毎年獲得しており、2012年度には700万円を獲得しているが、事業の実態や成果は不明である。
また2011年には、山中社長を事務局長とする経済産業省の補助金受け皿事業所「一般社団法人オホーツク・テロワール」を本社所在地に設立。2012年度には198万円余、2013年度には100万円の補助金を経済産業省から獲得し、「農商工等連携対策支援マッチングセミナー」と称して国・道の補助金や助成金制度を地元企業に紹介するセミナー開催などの事業を行っていた。